# Luis Carlos Muñoz
Luis Carlos Muñoz Anaya (Ciudad de México, México, 4  de junio de 1986) es un actor y conductor mexicano. 

## Estudios
Desde temprana edad inició su preparación artística, en CECAAP (Centro de Capacitación Artística Profesional), del 
2003  al 2005. 
Inició en el 2005 sus estudios de Ciencias de la Comunicación en la Universidad  Latinoamericana y concluyó en el 2009. 

Continuó con su preparación artística en diversas academias y talleres, como son: 
EL SET (Centro de formación artística  actoral con Luis Felipe Tovar) en el 2010.
Casa Azul con los profesores Alejandro Calva en el 2013 y con Eduardo Arroyuelo en el 2014.
En el 2015 tomó talleres de actuación en Susuki and View Points con Donnie Mather y  el taller de “Estar presente” con Diego del Río,  este mismo año realizó el curso de conducción en el CEFAT (Centro de Formación de Actores para la Televisión) con Esteban Macías. 

## Trayectoria

### Teatro
Participó en obras de teatro como "Pinocho", el musical "Cupo Limitado ", "Sexo, Sexo" el musical "Vaselina" producción por Julissa, "Cuatro historias de amor", "Una canción desafinada",  también ha actuado en espacios alternativos de Teatro en corto. Su última aparición en teatro fue en el 2019 En la comedia romántica  “Si miamor lo que tú digas” en el teatro Rafael Solana.

### Televisión
Ha participado en diversas producciones entre las que destacan 
En el 2005 participó en Bajo el mismo techo , TV Serie  de Televisa como Diego.
En el 2007 participó en El Pantera,  TV Serie de Televisa. 
En el 2009 participó en Camaleones, Telenovela de Televisa en este mismo año participó en la serie “XY, revista para hombre”.
En el 2013 participó en Corazón en Condominio, TV Serie de TV Azteca como Ubaldo. 
Entre 2014 y 2016 participó en Desubicados, una de las miniserie de internet más famosas como Quique.
En el 2015 participó en “Así en el barrio como en el Cielo” TV Serie de TV Azteca como Kevin.
En el 2016 participó en Un Día Cualquiera. TV Serie de TV Azteca como Miguel. 
En el 2017 participó en 3 Familias, TV Serie de TV Azteca como Fredo del Valle Cruz. 
Actualmente escribe, actúa y produce junto con Gloria Aura la primera microserie para IGTV en Mexico “Dulce Match”, la cual ha tenido grandes resultados. Esta serie consta de 2 temporadas. Y también actúan Rocío García y Lambda García.

### Conducción
Destacado en los programas “Glam Show” de MVS.
En el 2014 fue conductor del programa “Conexión” de Azteca uno.
En el 2015 fue conductor del programa “Solo Hits”
En el 2017  fue en “Código Trend” para TV Azteca. 
Otros programas como son “Telegana” y “YOLO” para SayYeah.
- Datos: Q50676276